# Plan de Corones
Plan de Corones (Kronplatz em alemão) é uma montanha dos Alpes, com altura de 2.275 m.